# DFS Olympia Meise
DFS Olympia Meise var ett tyskt segelflygplan som togs fram för de Olympiska spelen i Helsingfors 1940.
Efter att segelflyg medverkat som uppvisningsgren vid Olympiaden i Berlin 1936, beslöt man vid ett möte på Wasserkuppe att ett enhetsflygplan som alla tävlande piloter skulle använda borde konstrueras. Man utlyste en konstruktionstävling där vissa bestämda mått måste följas, spännvidden maximerades till 15,0 meter. Reglerna om flygplanets konstruktion infördes för att de tävlande skulle kunna tävla under likartade betingelser. Konstruktören Hans Jacobs vid Deutsche Forschungsanstalt für Segelflug segrade med sitt förslag på en vidareutveckling av DFS Meise. Ritningar och byggbeskrivningar fördelades ut över världen för att de deltagande länderna skulle kunna tillverka tävlingsflygplan i god tid före tävlingen.
Flygplanet var tillverkad av trä och duk. Förarkabinen och den övriga flygplanskroppen byggdes upp av en trästomme som täcktes med träfanér, över sittbrunnen fanns en plexiglashuv som var aerodynamiskt utformad. Vingen som var uppbyggd runt en träbalk med spryglar som täcktes med fanér i framkanten och duk i övriga delar var försedda med spoilers, men inga vingklaffar, (grundkonstruktionen som kom att användas av 15-metersklassen vid VM i segelflyg). Luftbromsarna var av Schemmpp-Hirth-typ. Som landställ fanns en skida samt en sporrfjäder under fenan. Vid start använde man en dolly som blev kvar på marken efter att flygplanet lättat från marken. Flygplanet kunde starta med flygbogsering eller vinsch, det har även förekommit gummirepstart. Med bästa glidtalet 1:25 kunde den teoretiskt glida 25 km med en höjdförlust på 1 000 meter. Flygplanets konstruktion medförde att det var lätt för flygklubbarna att underhålla och reparera flygplanen, det förekom även att en del flygklubbar köpte byggsatser från flygplansfabrikerna och färdigställde flygplanen själva.
På grund av andra världskriget inställdes de Olympiska spelen 1940, när sedan tävlingarna återupptogs i London fanns inte tävlingar i segelflyg med på tävlingsprogrammet, man ansåg att kostnaderna för att delta i tävlingen skulle avskräcka flera nationer efter de ekonomiskt svåra åren efter kriget. Konstruktionen och flygplanet överlevde dock kriget. Flygplanet var med i ett flertal olika tävlingar efter kriget.
Till Sverige importerades via den Olympiska kommittén två stycken kompletta flygplan samt licensrätt för AB Flygindustri att tillverka två flygplan. I England inledde Chilton Aircraft Co byggandet av ett prototypflygplan efter kriget, men efter att Elliotts of Newbury förvärvat licensrätten fortsatte produktionen i Newbury. Företaget genomförde den första flygningen 1947 med sitt förserieflygplan, man kom senare att utveckla flygplanet till Elliotts of Newbury Olypia 2B som var försedd med ett fast landställshjul så man slapp använda en dolly vid starten. I Frankrike producerades den under namnet Nord 2000, och i Tjeckoslovakien och Spanien som Zlin 25 Sohaj.
Vid Ållebergs Segelflygmuseum finns en DFS Olympia SE-SAE tillverkad 1939 vid A. Schleicher Segelflugzeugbau deponerad och utställd.